# Tarjeta postal

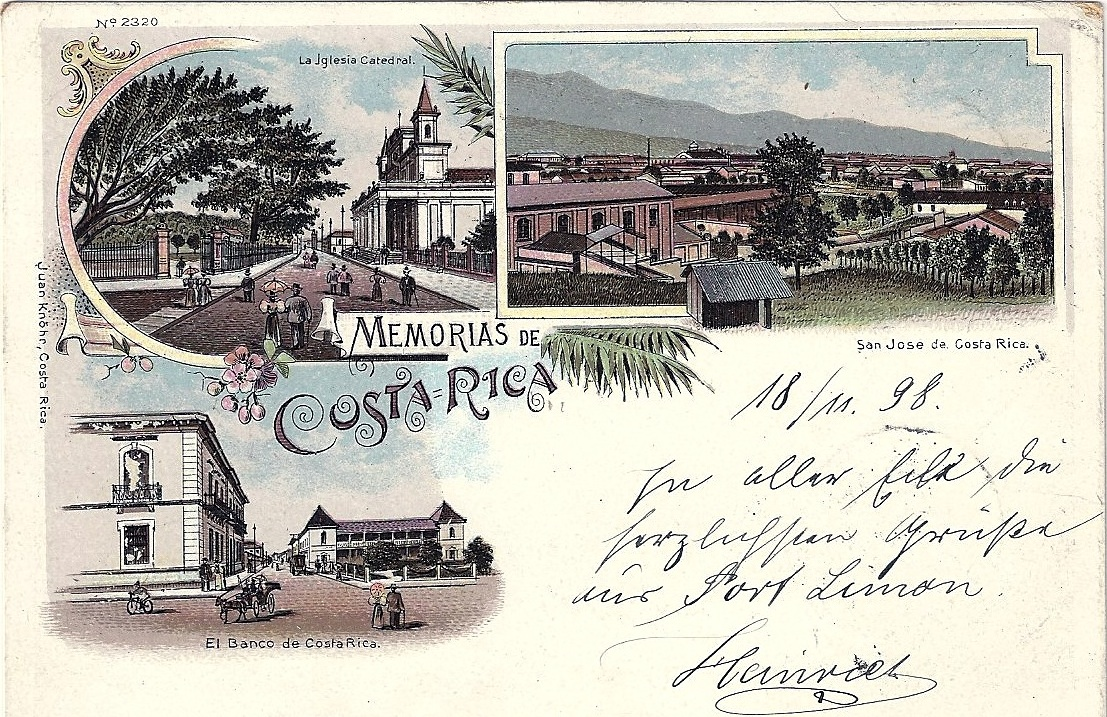
Tarjeta postal escrita y circulada en el año 1898.

La tarjeta postal ilustrada, llamada simplemente postal, tarjeta postal o tarjeta de correo, es una pieza rectangular de cartulina, o cartón fino, preparada para escribir y enviar por el correo tradicional, sin necesidad de usar un sobre.

## Surgimiento
Sin perjuicio de antecedentes más remotos, el surgimiento de la tarjeta postal se debe a Heinrich von Stephan (1831-1897) y a Emmanuel Hermann (1838-1902). En 1865, con ocasión de la Conferencia Postal Internacional celebrada en Karlsruhe, el funcionario de correos Heinrich Von Stephan propuso la introducción de hojas postales en forma de talonarios como medio de comunicación no reservada. Sin embargo, esta innovación no llegó a prosperar. Hermann, profesor de economía política, publicó en 1869 en el periódico austriaco Neue Freie Presse un artículo sobre las ventajas económicas que supondría para la Hacienda pública la introducción de la tarjeta postal (la Correspondenz-Karte). La idea sería recogida al poco tiempo por el director de Correos y Telégrafos de Viena, Adolf Maly, quien autorizó la circulación de tarjetas postales por correo. El 1 de octubre de 1869 la administración de Correos de Austria-Hungría pondría en circulación la primera tarjeta postal en el mundo. La primera postal oficial española se emitió en diciembre de 1873. La primera argentina en 1878 (pero las primeras con vistas fotográficas recién en 1897).
Estas primeras tarjetas postales, también llamadas entero postales, eran emitidas por las administraciones de correos y traían impreso el franqueo en una de sus caras. La otra cara estaba completamente en blanco para que se pudiera escribir en ella un mensaje. Pero no eran postales ilustradas, salvo por el sello impreso y una orla. Estas postales eran monótonas y aburridas. Con la mejora de los métodos de impresión, en la última década del siglo XIX, triunfaron las verdaderas tarjetas postales ilustradas, impresas y editadas por la industria privada.

## Características

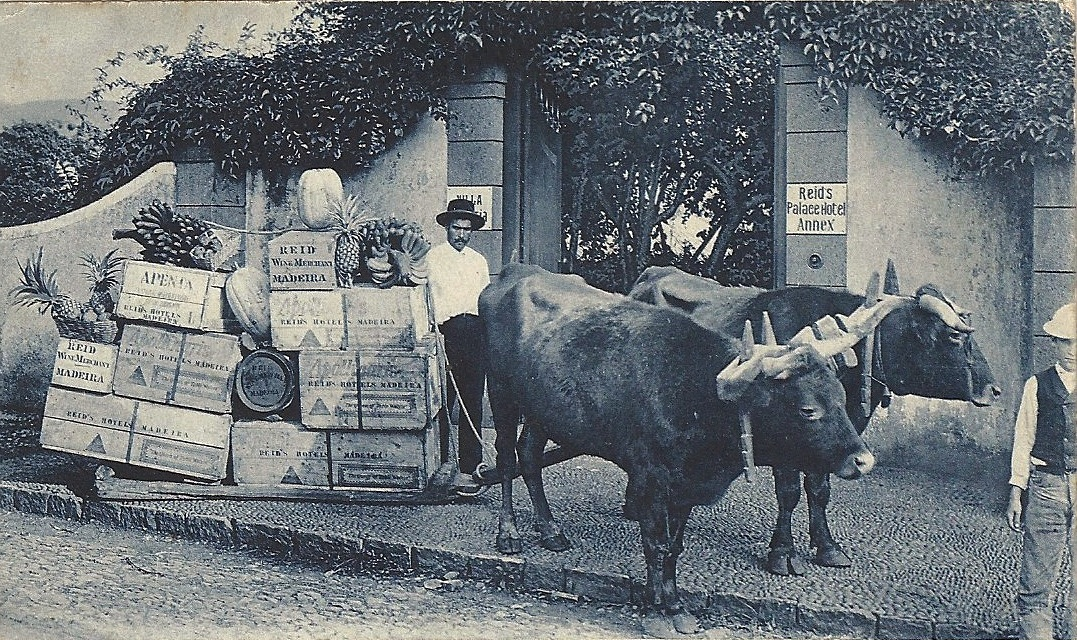
Antigua tarjeta postal de Funchal, Madeira, Portugal. Fue enviada en el año 1914. Impresa en fototipia, con tinta azul. Autor de la fotografía original: M. O. Perestrello.

A finales del siglo XIX, la Unión Postal Universal reguló el formato de las postales. Se recomendó que sus dimensiones fuesen 9×14 cm. Ese es el formato de las postales antiguas, que se mantuvo hasta cerca del año 1960. Las postales modernas son un poco más grandes, midiendo alrededor de 10,5×15 cm. 

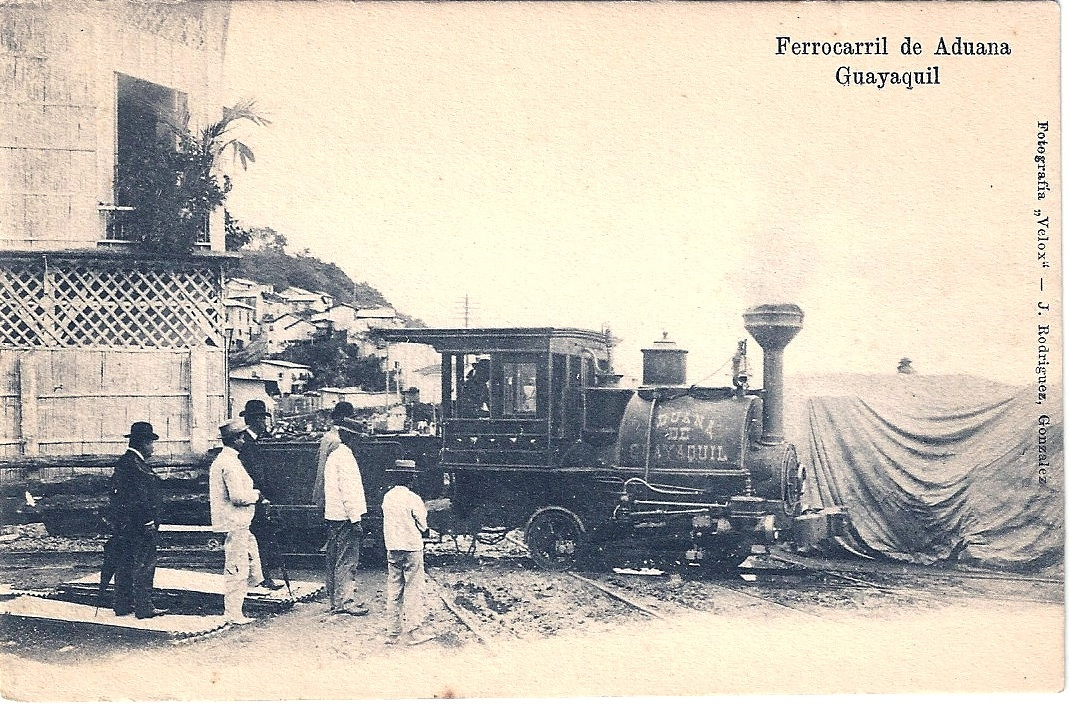
Tarjeta postal de Guayaquil (Ecuador), impresa en fototipia, antes del año 1906. La locomotora de vapor era la número 2 de la "Aduana de Guayaquil".

En el anverso, las postales llevan impreso un dibujo o fotografía, a menudo del lugar en donde fueron compradas, por lo que son un artículo habitual de venta en tiendas de recuerdos, quioscos de prensa, y hoteles, en países muy turísticos, como España. 
En el año 1901 se puso de moda el intercambio de tarjetas postales. Al éxito contribuyó que el coste de su envío era la mitad que el de una carta normal. Además, muchas de las postales antiguas tenían una gran calidad de impresión. Esas postales hoy en día son objeto de coleccionismo, por su gran valor documental. Desde el año 1906, el reverso de la postal se suele encontrar dividido en dos mitades: la izquierda para contener el mensaje enviado, y la derecha para pegar el sello y poner la dirección del destinatario. 
La principal diferencia con respecto a una carta convencional es que la postal no utiliza sobre; así que su contenido puede ser leído con facilidad, por lo que no se aconseja su uso para envíos cuya privacidad sea importante.

## Impresores y editores

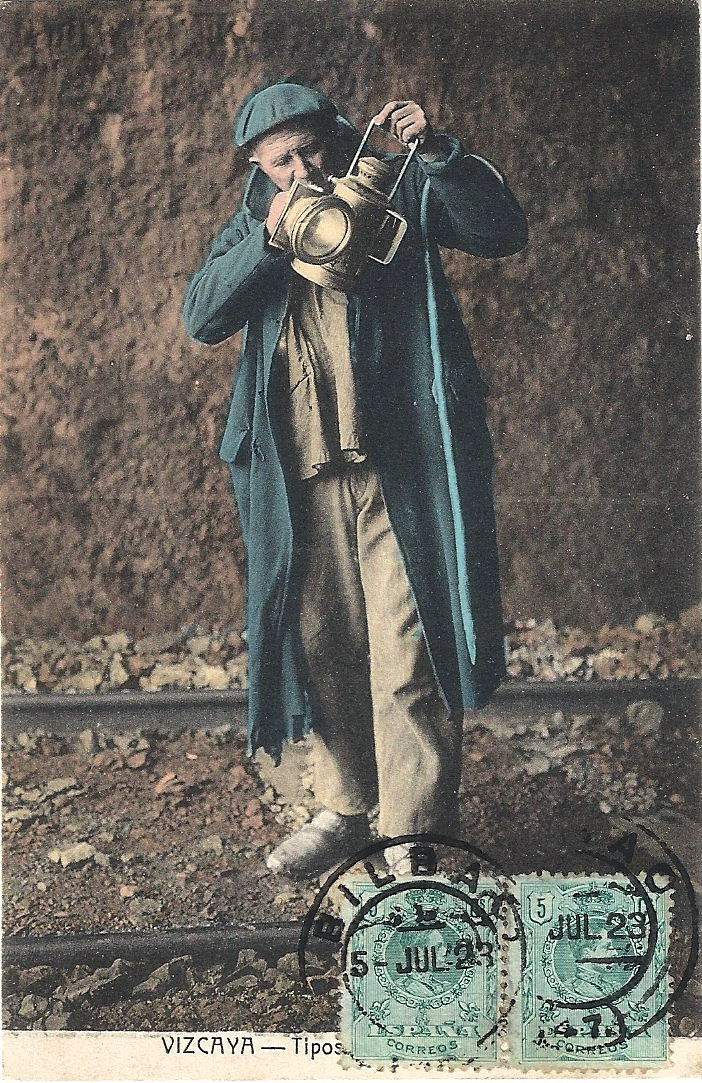
Ferroviario de Vizcaya (España). Tarjeta postal circulada en el año 1923. Fototipia coloreada a mano.

Hasta la Primera Guerra Mundial (1914-1918), las mejores imprentas eran las del área germánica (Alemania, Austria y Suiza), que destacaron por la perfecta producción de postales impresas con los procedimientos llamados fototipia y cromolitografía (litografía en varios colores). 
En España, desde el año 1890, la imprenta más prestigiosa fue el taller de fototipia Hauser y Menet de Madrid. Esta casa fue fundada por dos impresores suizos: los señores Oscar Hauser y Adolfo Menet. Su empresa está considerada la primera que editó postales de vistas y monumentos en España, a partir del año 1892.
La producción de Hauser y Menet fue inmensa. Por ejemplo, en un anuncio publicado en la revista España Cartófila, en diciembre de 1902, se afirmaba: «Producción mensual: 500.000 tarjetas postales», «Especialidad en tarjetas postales ilustradas en fototipia». En ese año la empresa tenía sus talleres en la calle de la Ballesta, número 30, de Madrid.
Hauser y Menet también fueron editores, además de impresores. En 1897 iniciaron la publicación de una amplia serie general de vistas y monumentos de España. En 1905 se alcanzó el número 2000 de esa serie. Paralelamente, imprimieron postales para muchos editores locales, y también recibieron algunos encargos desde América (Cuba, Ecuador y Colombia).
Hasta el año 1950, la empresa Hauser y Menet mantuvo el sistema de impresión en fototipia. A continuación adoptó otras técnicas, como el huecograbado, y se especializó en la impresión de revistas de gran tirada, llegando a contar con una plantilla de mil trabajadores en 1978. Pero en esos años ya no producían postales.

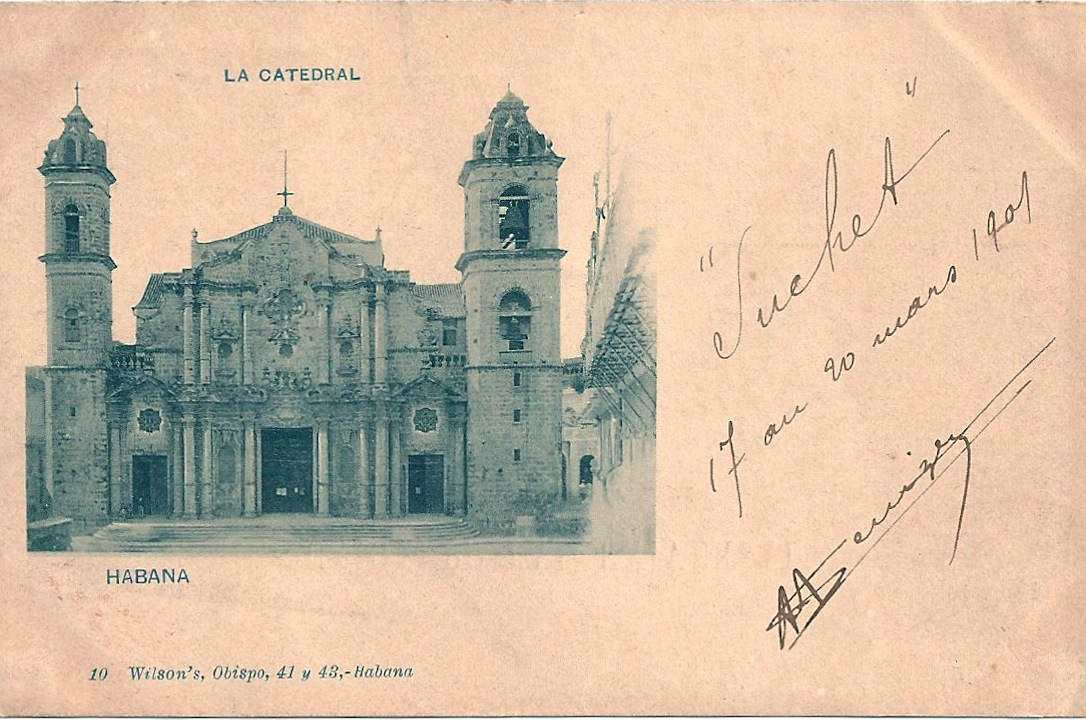
Catedral de La Habana (Cuba). Tarjeta postal impresa en fototipia, en el año 1900, por "Hauser y Menet". Editor: "Wilson". Ejemplar escrito en 1901.

## A partir de 1958
En el caso de las postales españolas modernas, impresas desde finales de los años cincuenta, es posible datarlas gracias a la normativa del Depósito Legal. Hasta el año 1957, en los reversos era normal solo encontrar el nombre de la imprenta, o del editor, y el lugar de la toma, pero no el año de la edición. Es a partir de 1958, cuando por el Reglamento del Servicio del Depósito Legal aprobado por Decreto de 23 de diciembre de 1957 (BOE n. 17, de 20.1.1958) se reguló que, a partir de esa fecha, todas las postales deberían llevar en su parte posterior, tras el número del Depósito legal, el año de edición; o en su defecto, un número romano, tomando como año cero, precisamente, 1957. Es decir, si la postal lleva un "I", la imagen fue impresa en 1958; una "V" sería 1962, "IX" 1966, y así sucesivamente.
En España, las postales costumbristas fueron especialmente relevantes durante la primera mitad del siglo XX, en un contexto en el que el país aún mantenía fuertes tradiciones rurales y regionales. Además de como regalo turístico, con el auge del turismo desde los años 50, estas tuvieron un cierto papel político con la exaltación del regionalismo. Durante el Franquismo, se usaron para reforzar el concepto de la "unidad en la diversidad" de España, destacando las costumbres regionales dentro de una visión controlada del folclore por parte de las autoridades del Estado. A partir de los años 80 y 90, las postales costumbristas fueron perdiendo popularidad en favor de imágenes más modernas y del desarrollo de la fotografía digital. Sin embargo, estas postales siguen siendo un testimonio valioso de la España tradicional y de cómo el país se representó a sí mismo durante gran parte del siglo XX. Para algunas personas son objeto de colección y algunas series se han reeditado en los últimos años.

## La tarjeta postal de campaña
La tarjeta postal de campaña ha sido una categoría especial de postal pensada para tiempos de guerra. El 10 de septiembre de 1921 se aprobaba un Real Decreto "creando una tarjeta postal para los individuos y clases de tropa del Ejército de África, que circulará franca de porte; y creando igualmente una tarjeta postal doble o con respuesta pagada, de 15 céntimos de precio, la que solamente podrá utilizarse desde la Península, Balerares o Canarias, y forzosamente será dirigida a individuos del Ejército en operaciones". El propósito era que los soldados que estaban combatiendo en África en la guerra del Rif pudieran comunicarse con sus familias. La medida se consolidaría, aunque fue objeto de limitaciones llegado el tiempo de paz.
Durante la guerra civil la República creó la expresamente denominada "Tarjeta Postal de Campaña", que solo podía ser utilizada "por las fuerzas leales a la República para su comunicación epistolar".

## Postales virtuales o electrónicas
Una postal virtual es la que se manda a través de internet, normalmente por correo electrónico. Pueden ser estáticas o animadas (por ejemplo con el programa Flash).
A través de un buscador de internet, escribiendo las palabras: "postal"; "postales", o "tarjetas postales", se encuentran numerosos sitios que ofrecen postales virtuales de todo tipo (Navidad, amor, amistad, felicitaciones, bromas, cumpleaños...). Estas postales, exclusivamente electrónicas, suelen ser gratuitas. Su inconveniente es que impactan menos que las postales tradicionales, y pueden confundirse con mensajes de tipo publicitario.
Atendiendo a cómo se genera la postal, podemos hablar de la postal híbrida, que es aquella que se confecciona conectado "en línea" y después se imprime en soporte de cartulina, y se envía a su destinatario utilizando un servicio de correo postal. Una gran ventaja, con respecto a las postales exclusivamente virtuales, es que el usuario además de poder seleccionar qué imágenes y textos van en el anverso y el reverso, envía un producto tangible (que se puede tocar).  
El arte correo utiliza a menudo este soporte como medio de difusión, tanto en su versión tradicional como en la digital.

## Galería

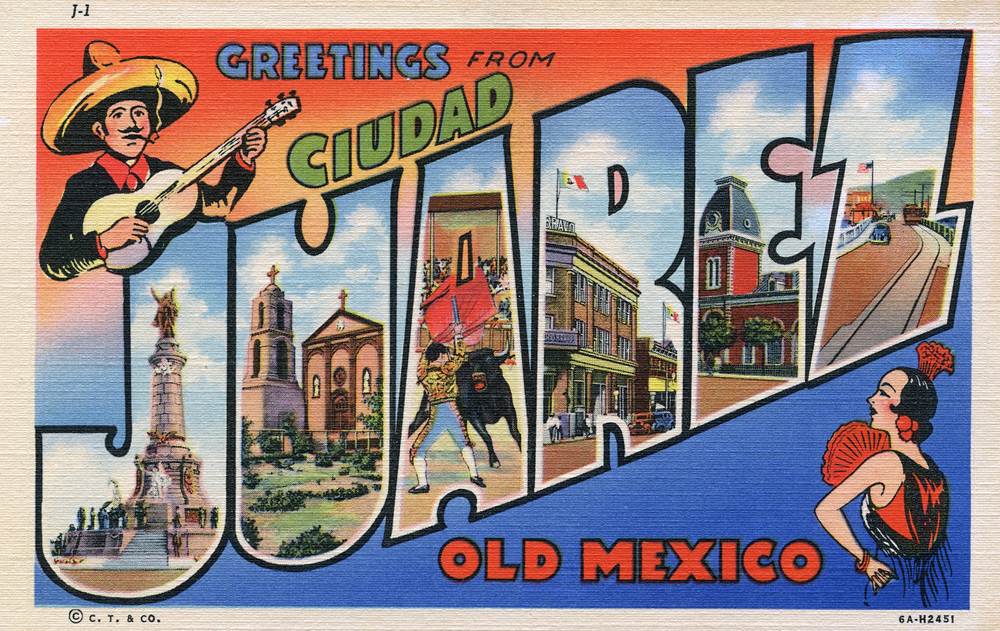
Tarjeta postal de Ciudad Juárez, Chihuahua, México. Año 1936.
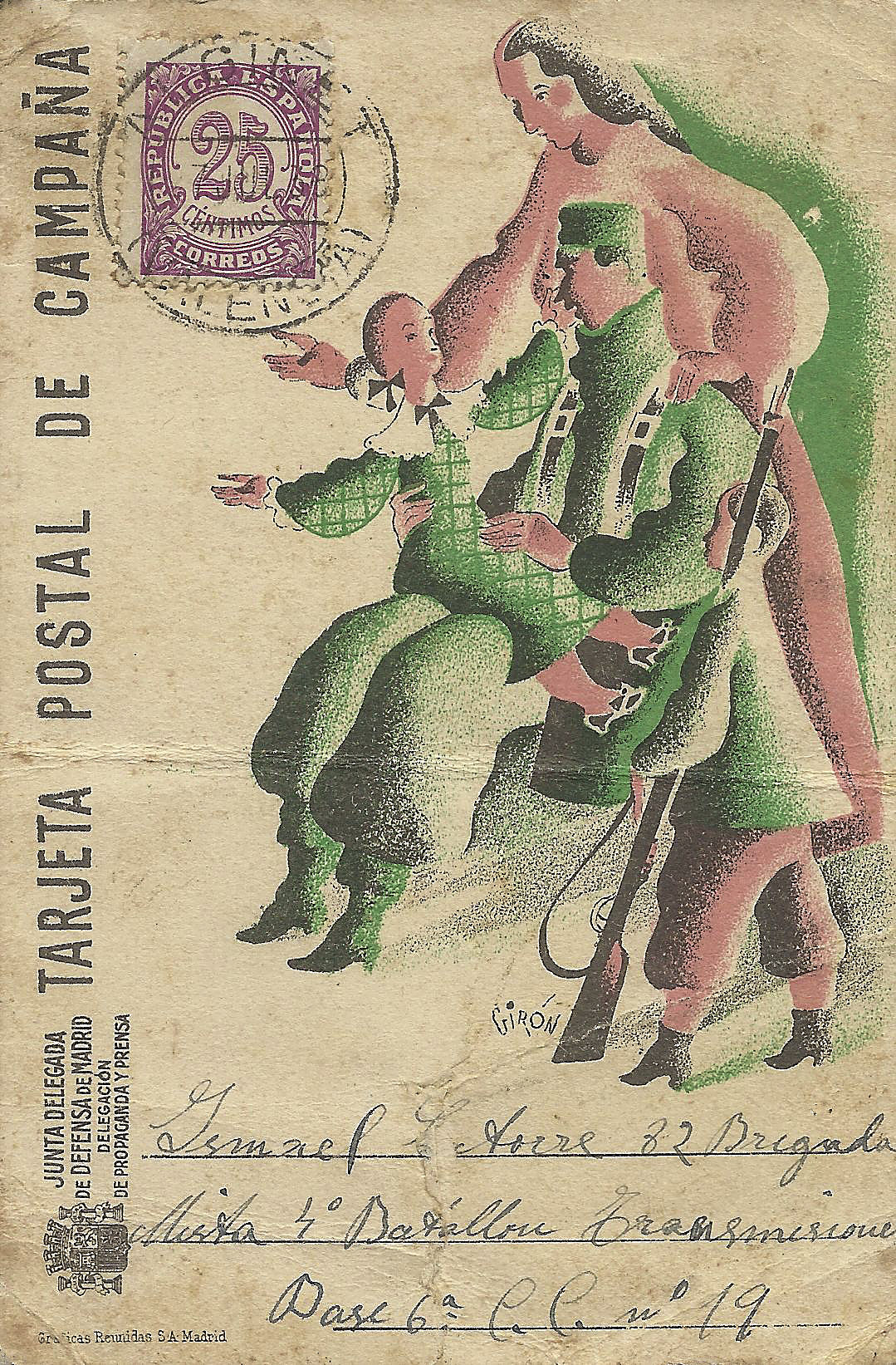
Tarjeta postal de campaña, Junta de Defensa de Madrid.
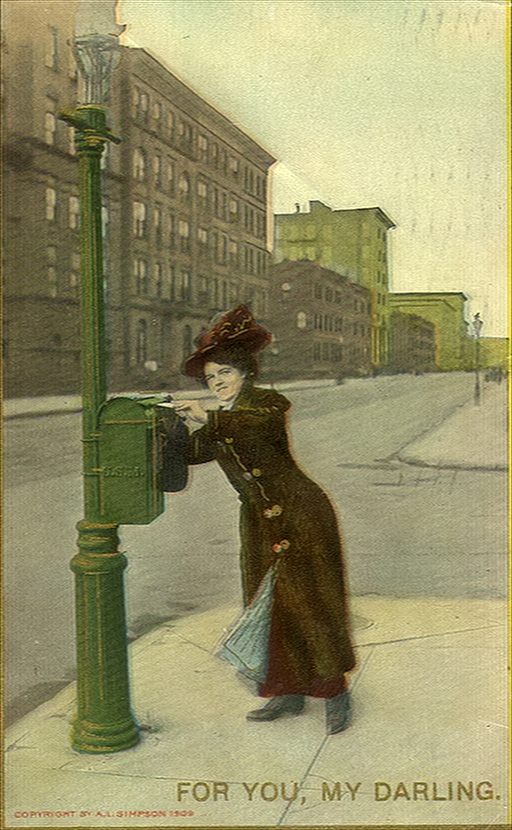
Dejando carta en un buzón callejero. Postal de 1909.